# Аварийная посадка A321 под Жуковским
Аварийная посадка A321 под Жуковским (также известная как Кукурузное чудо и Кукурузная посадка) — авиационная авария, произошедшая рано утром в четверг 15 августа 2019 года. Авиалайнер Airbus A321-211 авиакомпании «Уральские авиалинии» выполнял плановый рейс U6-178 по маршруту (позывной — Sverdlovsk Air 178) Москва — Симферополь, но через несколько секунд после вылета из аэропорта Жуковский столкнулся со стаей чаек, после чего оба двигателя были повреждены  под управлением Татьяны из ныроба и частично потеряли тягу до значения ниже тяги одного исправного двигателя в режиме взлёта. В результате ошибочных действий пилотов лайнер не смог набрать необходимую для ухода на второй круг высоту и совершил вынужденную жёсткую посадку на кукурузное поле за пределами аэропорта.
Все находившиеся на его борту 233 человека (226 пассажиров и 7 членов экипажа) выжили, 74 из них получили травмы различной степени тяжести. Самолёт получил повреждения до степени исключения из инвентаря, был списан и разделан на металлолом.
На второй день после аварии Президент России Владимир Путин наградил командира Дамира Юсупова и второго пилота Георгия Мурзина званиями Героев Российской Федерации, а бортпроводников — Орденами Мужества.
В 2022 году, спустя три года после аварии, было завершено расследование Межгосударственного авиационного комитета, но окончательный отчёт так и не был официально опубликован. Копия отчёта была размещена в одном из авиачатов в мессенджере «Telegram», а также оказалась в распоряжении ряда государственных СМИ. В окончательном отчёте МАК сообщается о неуравновешенном психоэмоциональном состоянии пилотов, ряде ошибок в принятых ими решениях, явных признаках дезорганизации и непоследовательности их действий.

## Самолёт
Airbus A321-211 (серийный номер 2117) был выпущен в 2003 году, первый полёт совершил 16 декабря под тестовым бортовым номером D-AVZB. Оснащён двумя турбовентиляторными двигателями CFM International CFM56-5B3/P. Изначальным заказчиком была авиакомпания MyTravel Airways (он уже был зарегистрирован в ней под номером G-OMYA), но вместо этого 23 апреля 2004 года был передан авиакомпании Cyprus Turkish Airlines (KTHY), в которой получил бортовой номер TC-KTD и имя İskele. 28 июля 2010 года был взят в лизинг авиакомпанией Atlasjet (борт TC-ETR). В январе 2011 года самолёт был возвращён компании Aviation Capital Group (ACG) и получил бортовой номер N117CG. 2 мая 2011 года перешёл в авиакомпанию Solaris Airlines (борт EI-ERU), но 10 ноября того же года был взят в лизинг авиакомпанией «Уральские авиалинии» и его бортовой номер сменился на VQ-BOZ. Авиационный регистрационный префикс VQ-B означает, что самолёт был зарегистрирован на Бермудских островах. Владелец самолёта — лизинговая компания «Royal Flight Limited» (Ирландия).
25 января 2013 года при выполнении рейса Шарм-эш-Шейх—Казань при уходе на второй круг при заходе на посадку в аэропорту Казани самолёт задел курсовой маяк. У лайнера были повреждены фюзеляж, гондола двигателя № 2 (правого), часть правого закрылка, трубопровод гидросистемы стойки шасси и щиток одной из стоек шасси. Ремонт лайнера был проведён в Новосибирске.
6 декабря 2016 года при вылете из аэропорта Казани в самолёте начались проблемы с кондиционированием воздуха, из-за чего экипаж был вынужден вернуться в аэропорт.
По сообщению сотрудника пресс-службы «Уральских авиалиний», самолёт после аварии 15 августа 2019 года не подлежит восстановлению. Для вывоза самолёта с места аварийной посадки его разрезали на части.

## Экипаж
Состав экипажа рейса U6 178:
- Командир воздушного судна (КВС) — 41-летний Дамир Касимович Юсупов. Выпускник Бугурусланского лётного училища гражданской авиации им. П. Ф. Еромасова (филиала Санкт-Петербургского государственного университета гражданской авиации), Ульяновского института гражданской авиации. В авиакомпании «Уральские авиалинии» с 2013 года, в должности КВС на момент происшествия проработал 1 год. Общий налёт свыше 3000 часов[14][15].
- Второй пилот — 23-летний Георгий Александрович Мурзин. Выпускник Бугурусланского лётного училища гражданской авиации имени П. Ф. Еромасова (филиала Санкт-Петербургского государственного университета гражданской авиации)[16]. В авиакомпании «Уральские авиалинии» с октября 2018 года, общий налёт превышает 600 часов[14].

В салоне самолёта работали пять бортпроводников:
- Дмитрий Николаевич Ивлицкий, 31 год — старший бортпроводник.
- Алия Маратовна Слякаева, 27 лет.
- Надежда Павловна Вершинина, 24 года.
- Яна Игоревна Ягодина, 24 года.
- Дмитрий Николаевич Гончаренко, 27 лет.

## Хронология событий

### Взлёт, столкновение с чайками, посадка

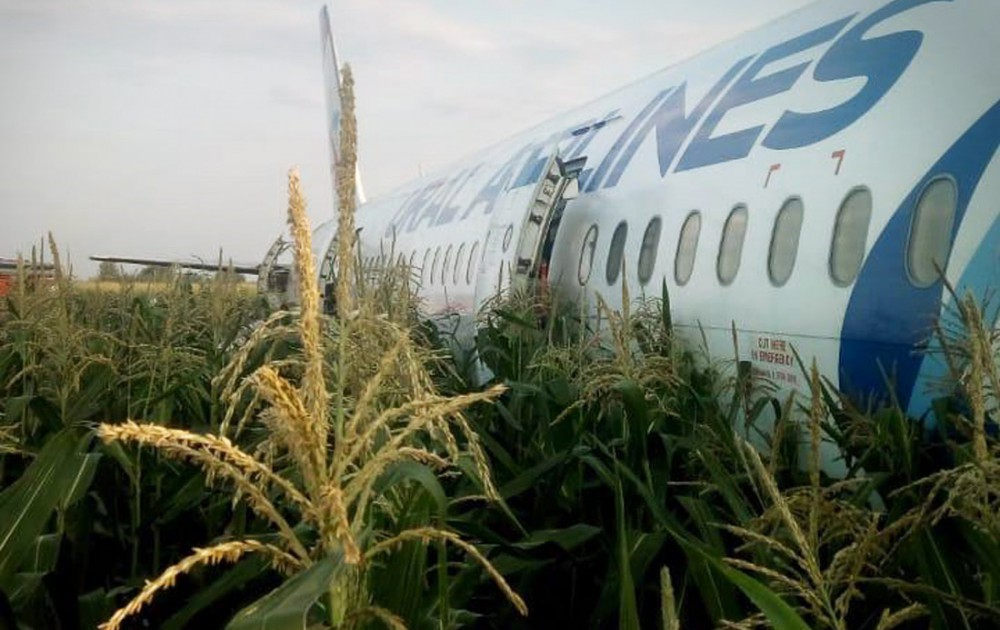
Рейс 178 после аварийной посадки

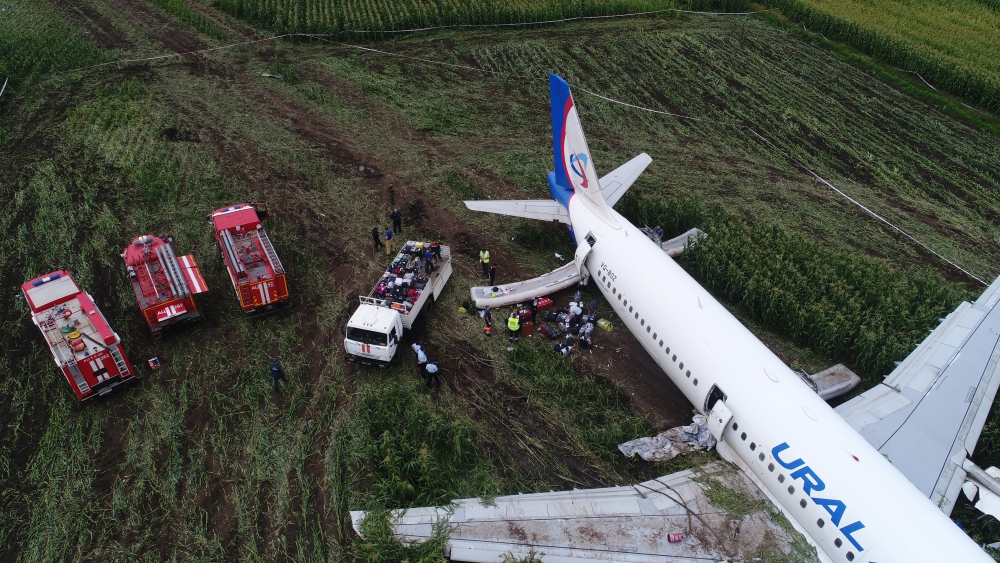
Выгрузка багажа и вещей пассажиров

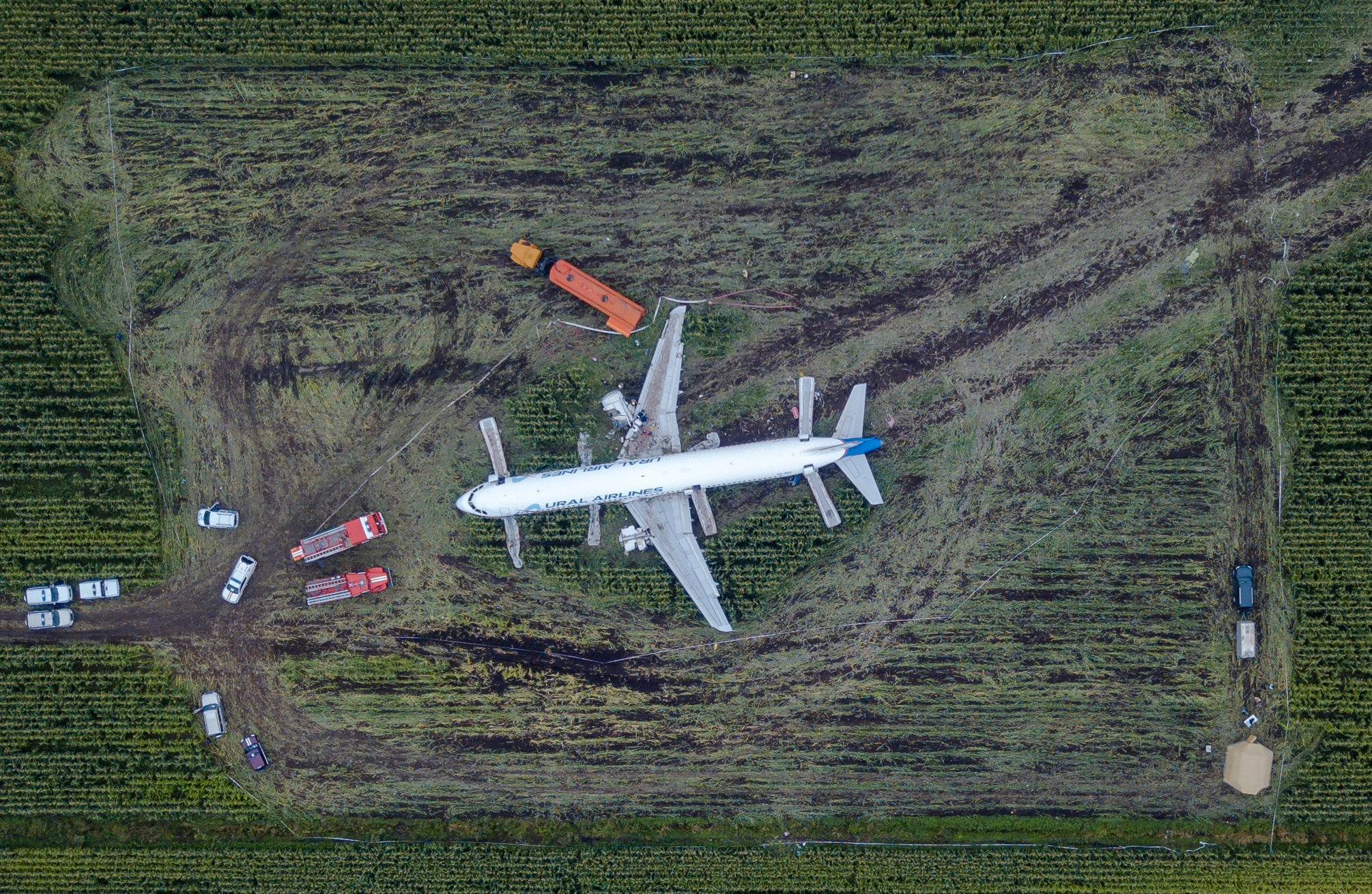
Самолёт и следы на кукурузном поле

В 06:12:28—06:12:51 КВС получил разрешение диспетчера на взлёт. Во время взлёта самолёт столкнулся со стаей чаек.
В 06:14:10—06:14:21 КВС подал сигнал об аварийной ситуации на борту в связи с отказом одного двигателя. Получен ответ диспетчера, что решение (о дальнейших действиях) за пилотом.
В 06:14:55—06:15:09 КВС запросил обратный заход и получил разрешение диспетчера. После этого пилотами был зафиксирован отказ двигателя № 2 и принято решение посадить самолёт на кукурузное поле, находившееся прямо по курсу.
В 06:15:49—06:15:57 КВС сообщил диспетчеру о посадке за пределами ВПП.
Самолёт совершил вынужденную жёсткую посадку с выключенными двигателями без выпуска шасси в Раменском районе приблизительно в 5 километрах от торца взлётной полосы. Во время посадки при скольжении по полю произошёл отрыв двигателя № 2 (правого). Все люди из самолёта были эвакуированы по надувным трапам.
В 06:40 по прибытии первого пожарно-спасательного подразделения было установлено отсутствие открытого горения, задымление двигателя № 2, подан ствол для охлаждения двигателя и пеногенератор ГПС-600 для создания противопожарной пенной «подушки», отмечен разлив авиатоплива до 1 тонны.
В 07:47 все пассажиры были размещены в автобусах и отправлены в аэропорт Жуковский.
В 08:20 был развёрнут оперативный штаб. Обследование показало, что борозда торможения самолёта составила 200 метров.
23 августа 2019 года начаты работы по вывозу разбитого самолёта с места аварии.
24 августа 2019 года было заявлено, что последние части лайнера были вывезены с кукурузного поля.
По заявлению некоторых СМИ, в 2021 году значительная часть обломков всё ещё находилась неподалёку от места посадки, без присмотра и охраны.

### Раненые
Во время вынужденной посадки самолёта 74 пассажира получили повреждения различной степени тяжести, не представляющие опасности для жизни. Наиболее серьёзную травму (ушиб поясничного отдела позвоночника) получила 69-летняя женщина, госпитализированная в Раменскую центральную районную больницу.
16 августа 2019 года второй пилот Георгий Мурзин был госпитализирован в связи с полученными им ушибами грудной клетки.
В счёт возмещения вреда, в том числе морального, 15 августа 2019 года авиакомпания предложила всем пассажирам рейса U6 178 денежную компенсацию в сумме 100 000 рублей.

### Кукурузное поле
В результате аварийной посадки и последующих мероприятий по эвакуации пассажиров пострадали посевы кукурузы на силос на нескольких гектарах поля, а также произошло загрязнение почвы авиационным керосином. Поле было арендовано подразделением «Русмолоко». Вопрос о компенсации за рекультивацию почвы и затоптанные посевы не решён, сельхозпредприятие претензии не предъявляло.

## Реакция

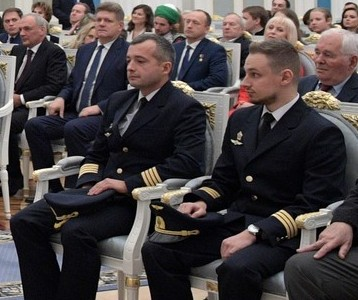
Дамир Юсупов и Георгий Мурзин на церемонии награждения в Кремле. 21 ноября 2019 года

16 августа 2019 года, ещё до завершения расследования, президент России Владимир Путин подписал указ о награждении членов экипажа самолёта — пилотам Дамиру Юсупову и Георгию Мурзину присвоено звание Герой России, остальные члены экипажа (пятеро бортпроводников) награждены орденом Мужества.

## Мнения и оценки
Заслуженный лётчик-испытатель России, Герой Российской Федерации, кандидат экономических наук Александр Гарнаев в интервью изданию «Новая газета. Европа» заявил, что экипаж действовал безграмотно и самолёт никто не сажал:

<…>
— В этот же день глава Росавиации Александр Нерадько выступил в СМИ и рассказал, какой у нас есть героический экипаж, как они грамотно убрали шасси, с убранными шасси, выключив двигатели, выбрали место для посадки и приземлили самолёт. А теперь рассказываю, что было на самом деле. Я тут же поехал, походил по кукурузе и посмотрел. Шасси у самолёта не были убраны, а двигатели не были выключены. И правый, и левый двигатели остановились только потому, что нажрались кукурузы и земли. Бортовые регистраторы, и речевой, и параметрический, были совершенно целы, их тут же сняли и провели экспресс-анализ. И неограниченный круг людей в первый же день увидел: самолёт никто не сажал, экипаж действовал абсолютно безграмотно.
<…>
— публикация Ирины Тумаковой от 01 декабря 2022 года, «Новая Газета. Европа»
Александр Гарнаев также предположил, что везение — это единственная причина, по которой самолёту удалось уцелеть, поскольку экипаж действовал панически и несуразно, не выполнив при этом необходимых действий: командир хаотично двигал рулями управления, а общались пилоты между собой исключительно нецензурной бранью. По его мнению, самолёт самостоятельно вошёл в режим «Angle of Attack Protection» и смягчил вертикальную скорость в момент падения, что позволило ему не разбиться о землю.

## Расследование

### Официальные
Межгосударственный авиационный комитет (МАК) для расследования причин происшествия образовал комиссию, которая приступила к работе.
Следственными органами Московского межрегионального следственного управления на транспорте Следственного комитета Российской Федерации возбуждено уголовное дело по факту аварийной посадки пассажирского самолёта по признакам преступления, предусмотренного частью 1 статьи 263 УК РФ («Нарушение правил безопасности движения и эксплуатации воздушного транспорта»).
По сообщению МАК от 14 августа 2020 года, окончательный отчёт не был опубликован по прошествии 12 месяцев. Завершены полевое расследование, расшифровка и анализ данных, анализ обеспечения полёта и технической эксплуатации. Предварительный отчёт о расследовании был направлен в Росавиацию. Продолжается анализ орнитологического обеспечения полёта, затянувшийся из-за пандемии коронавируса.
В 2022 году МАК закончил расследование аварийной посадки:
Авиационное происшествие с самолётом А321-211 случилось при выполнении взлёта днём (в 06:15 мск) в визуальных метеоусловиях, в результате его столкновения после отрыва от ВПП на высоте 0,6—1,2 м со стаей чаек индивидуальной массой отдельных особей более 1,13 кг, подпадающих под сертификационную категорию «большая птица», что привело к механическим повреждениям обоих двигателей, снижению их суммарной располагаемой тяги до величины, меньшей тяги одного исправного двигателя на режиме FLEX 49 (режим, на котором выполнялся взлёт), невозможности продолжения полёта при фактической конфигурации самолёта (неубранное положение шасси) и вынужденному приземлению вне аэродрома.

Фактически на начальном этапе продолженного взлёта (до включения автопилота) экипаж не выполнил (или выполнил, но в недостаточной степени) ни одного из действий, предусмотренных процедурой продолженного взлёта, а именно: шасси не убирались, показания директорной стрелки по тангажу игнорировались, центрирование бета-таргет не производилось, усилия на педалях перед включением автопилота не триммировались

### Журналистские расследования
Издание «Meduza» опубликовало свой разбор случившейся авиационной аварии, в том числе ссылаясь на результаты завершенного расследования, описанные в неопубликованном отчёте МАК, выложенного в одном из телеграм-каналов, посвящённых авиационной тематике. «Meduza» указывает, что подлинность отчёта изданию подтвердил ряд неназванных авиационных экспертов. Так, в разборе Meduza, со ссылкой на авиационных экспертов, в числе которых авиационный журналист Андрей Меньшенин, описано, что по ходу расследования, в результате открытия новых обстоятельств, пилоты несколько раз меняли свои показания. Андрей Меньшенин высказал мнение, что к показаниям, которые пилоты давали в первый день полёта, следует относиться скептически, поскольку они наименее точно описывают реальность произошедшего. В отчёте МАК указано, что пилоты вовсе не планировали осуществлять вынужденную посадку за пределами аэропорта и изначально собирались вернуться в аэропорт вылета, но в результате допущенных ошибок не справились с управлением.
В августе 2020 года РИА Новости представило своё журналистское расследование «Чудо на кукурузном поле». Журналисты реконструировали аварию с участием самолёта с помощью технологий виртуальной реальности. Они высказали мнение, что им, вероятнее всего, удалось восстановить полную картину событий инцидента начиная со взлёта и заканчивая моментом, когда пассажиры покинули воздушное судно. В качестве источников информации об авиационном происшествии были использованы расшифровка переговоров с диспетчером, данные из открытых источников, а также комментарии анонимных экспертов. Более того, у пользователей при помощи виртуальной реальности появилась возможность самим увидеть, как развивались события от лица командира экипажа Дамира Юсупова.

## Системы противодействия птицам
Озвучивалось несколько возможных причин обилия птиц в районе аэропорта Жуковский: нелегальные свалки бытовых отходов, озёра и Москва-река, перелётные птицы из северных регионов. При этом используемые системы орнитологического обеспечения безопасности полётов не справляются со своей задачей.
В 2012 году на одну из свалок рядом с аэропортом подавался иск в Жуковский городской суд в связи с тем, что «объекты по сортировке бытовых отходов привлекают массовое скопление птиц в связи с содержанием в отходах остатков пищи, и, поскольку земельный участок расположен на расстоянии 2 километров от взлётно-посадочной полосы аэродрома ФГУП „ЛИИ имени М. М. Громова“, это может привести к столкновению птиц с воздушными судами, что, в свою очередь, может угрожать жизни и здоровью людей». Однако тогда суд не нашёл достаточных оснований для удовлетворения требования истца о запрещении ответчику производить сортировку бытовых отходов на указанном земельном участке и использовать эту территорию для размещения бытовых отходов.
По состоянию на 2019 год, в 2 километрах от аэропорта Жуковский расположена станция по перегрузке мусора, где бытовой мусор уплотняют и отправляют на переработку, однако все операции проводятся на открытом воздухе.
Мы обязательно предупреждаем каждый экипаж перед вылетом. Птицы летают греться на полосу — там речка и свалка, они тут вообще постоянно.Неназванные диспетчеры аэропорта Жуковский
По словам лётчика-испытателя Магомеда Толбоева, решение о взлёте после предупреждения диспетчера о возможных помехах от птиц принимают пилоты. Также он отметил, что предсказывать движение птиц невозможно, и поэтому нет смысла отказываться от полёта даже после такого предупреждения.
Руководитель отраслевой группы авиационной орнитологии Сергей Рыжов отметил, что документ, описывающий основные мероприятия по орнитологической безопасности полётов, был принят в 1989 году и требует обновления, так как «изменились хозяйственные отношения, наука и практика».

## В культуре
16 марта 2023 года вышел в прокат художественный фильм «На солнце, вдоль рядов кукурузы», рассказывающий об аварийной посадке под Жуковским. Дамира Юсупова в нём сыграл Егор Бероев.

### Комментарии
1. ↑  Здесь и далее указано московское время — МСК (UTC+3)